# Konservative Mitte
Die Wählergruppe Freitals Konservative Mitte oder kurz Konservative Mitte (KM) ist eine konservative Lokalpolitische Wählergruppe, die seit der Kommunalwahlen in Sachsen 2024 durch Wahl im Stadtrat von Freital sowie im Kreistag des Landkreises Sächsische Schweiz-Osterzgebirge vertreten ist. Mit Uwe Rumberg stellt die Gruppierung den Oberbürgermeister von Freital.

## Geschichte
Zur Kommunalwahl 2019 trat die Wählergruppe noch nicht an. Durch Aus- und Übertritt des Freitaler Oberbürgermeisters Uwe Rumberg stellte die Gruppierung seit 2021 den Bürgermeister. Ebenfalls durch Übertritte aus verschiedenen Fraktionen wurde die Fraktion Konservative Mitte bis 2024 zur größten Stadtratsfraktion.
Bei der Wahl 2024 wurde die Konservative Mitte mit 23,4 % der Stimmen bei der Stadtratswahl zweitstärkste Kraft nach der AfD. Bei der Kreistagswahl erhielt die Gruppe 4,2 % der Stimmen und vier Sitze im Kreistag. Sie trat dabei aber nur in den Wahlkreisen 9 und 10 (beide Freital) an, in denen sie aber 29,6 % bzw. 19,1 % der Stimmen erhielt.

## Belege
1. ↑  Annett Heyse: Freital: Nach Streit in der CDU - Stadtrat Mahoche wechselt die Fraktion. 12. Januar 2024, abgerufen am 26. Dezember 2024.
2. ↑  Referat Kommunikation und Öffentlichkeitsarbeit: Wahlergebnisse - Wahlen - sachsen.de. Abgerufen am 26. Dezember 2024.